# Gerónimo Cafferata Marazzi
Gerónimo Cafferata Marazzi (Lima, 14 de julio de 1929 - Baltimore, 26 de octubre de 1986) fue un marino peruano. Contralmirante y comandante general de la Marina. Ministro de Vivienda y Construcción del Perú.

## Biografía
Estuvo casado con Lucila Escudero Lañas.
Fue ministro de Vivienda y Construcción en el gobierno de Francisco Morales Bermúdez. 
También comandante general de la Marina hasta diciembre del año 1985 y presidente del Banco Industrial en el gobierno de Alan García.
El 16 de octubre de 1986 sufre un atentado perpetrado por Sendero Luminoso, siendo llevado a Estados Unidos. Fue internado en un hospital de Baltimore, donde falleció 10 días después.